# نورث‌گریپین
| کواترنری    | کواترنری | کواترنری   | کواترنری        | کواترنری        |
| سامانه/دوره | ردیف/دور | اشکوب/عصر  | سن (میلیون سال) | سن (میلیون سال) |
| ----------- | -------- | ---------- | --------------- | --------------- |
| کواترنری    | هولوسن   | مگالاین    | ۰               | ۰/۰۰۴۲          |
| کواترنری    | هولوسن   | نورث‌گریپین | ۰/۰۰۴۲          | ۰/۰۰۸۲          |
| کواترنری    | هولوسن   | گرینلندین  | ۰/۰۰۸۲          | ۰/۰۱۱۷          |
| کواترنری    | پلیستوسن | تارانشین   | ۰/۰۱۱۷          | ۰/۱۲۶           |
| کواترنری    | پلیستوسن | چیبانین    | ۰/۱۲۶           | ۰/۷۸۱           |
| کواترنری    | پلیستوسن | کالابرین   | ۰/۷۸۱           | ۱/۸۰            |
| کواترنری    | پلیستوسن | گلاسین     | ۱/۸۰            | ۲/۵۸            |
| نئوژن       | پلیوسن   | پیاسنزین   | پیش از آن       | پیش از آن       |

نورث‌گریپین (انگلیسی: Northgrippian) در مقیاس زمانی زمین‌شناسی، عصر یا اشکوب میانی از دور یا ردیف هولوسن است که بخشی از دوره کواترنری و یکی از سه زیربخش هولوسن به‌شمار می‌رود. کمیسیون بین‌المللی چینه‌شناسی در ژوئیه ۲۰۱۸ این عصر را به همراه گرینلندین و مگالاین به صورت رسمی به تصویب رساند.
عصر نورث‌گریپین از سال ۶۲۳۶ پیش از میلاد یا سال ۳۷۶۴ گاه‌شماری هولوسن و نزدیک به رویداد ۸۲۰۰ ساله آغاز شد و تا شروع عصر مگالاین در سال ۲۲۵۰ پیش از میلاد یا ۷۷۵۰ هولوسن و نزدیک به رویداد ۴۲۰۰ ساله ادامه یافت.
نام این عصر از پروژه هسته یخی گرینلند شمالی (NorthGRIP) گرفته شده‌است.